# مزیدآباد (سربیشه)
مزیدآباد یک روستا در ایران است که در دهستان مود شهرستان سربیشه واقع شده‌است.